# Immeuble Lombard
Pour les articles homonymes, voir Lombard.
L'immeuble Lombard est un immeuble, construit en 1903 par l'architecte Émile André au 69 avenue Foch à Nancy.

## Localisation
L'immeuble Lombard est situé 69, avenue Foch à Nancy en Grand Est dans le quartier Poincaré - Foch - Anatole France - Croix de Bourgogne.

## Histoire
Le 14 et 20 juin 1902 correspond à l'achat du terrain, le 25 juin 1902 l'autorisation de permis de construire.
L'immeuble est construit entre 1902 et 1904 en béton armé pour Jules Lombard, maître-carrier à Cousances-les-Forges (Meuse) par l'architecte Emile André. Les premiers locataires furent accueilli en 1904, la hauteur de l'édifice est de 21 mètres avec R+5 étages.
La façade et la toiture sur rue font l'objet d'un classement au titre des monuments historiques par arrêté du 28 novembre 1996.